# Bariadi (huyện)
Bariadi là một huyện thuộc vùng Shinyanga, Tanzania. Thủ phủ của huyện Bariadi đóng tại Bariadi. Huyện Bariadi có diện tích 9777 ki lô mét vuông. Đến thời điểm điều tra dân số ngày 25 tháng 8 năm 2002, huyện Bariadi có dân số 603604 người.